# 機關人員 (共產黨)
機關人員  ( apparatchik：/ˌæpəˈrættʃɪk/ ;俄语： [ɐpɐˈrat͡ɕːɪk] ) 或黨政官僚，是指代苏联共产党或苏联政府機構 ( аппарат, apparatus) 的全職職業官僚，是一類擔任著任一官僚或政治崗位的人，但並不包括被稱為幹部的高級管理層。詹姆斯·比灵顿描述起一個機關人員是「一個沒有宏偉計劃，但有一百個精心執行細節的人」。這個稱謂通常被視為貶義，在被如此描述的個人所具有的素質、能力和取態方面都具負面含义。引申意義一個人只要是那種在組織或官僚機構中不加思考、只懂盲從的人，就可以被稱為apparatchik。

## 含義
據韋氏詞典，該詞源自俄羅斯語apparat「黨派機器」，加上後綴後其被用於形容共產主義政治組織的成員，多指共產黨體系中的一個齒輪，順從黨的命令而運作。
黨政機關（ apparatchiks或apparatchiki ）的成員是經常被調動崗位於不同的責任領域之間，而對於他們接手的新責任領域，他們是通常很少或根本沒有進行過實際培訓。因此該術語或「黨政機關的代理人」通常是對該人的職業和從業狀態的最佳描述。並非所有的機關人員都終身在職，許多人是到中年才步入如此崗位當中。另外眾所周知，這類羣體是可以獲得各種福利，包括免費度假券、免費膳食和住宿。在當代的「機關人員」apparatchik（稱謂），也適用於苏联或共產主義國度之外的背景環境。據柯林斯英语词典，這個詞可以表示「任何組織中的官員或官僚」。據道格拉斯哈珀的在线词源词典，該術語也可指代「共產黨代理人或間諜」之意，這個意思起源於1941年阿瑟·库斯勒的文學作品之中。

## 延伸閱讀
- Brzezinski, Zbigniew & Huntington, Samuel P. . New York City: Viking Press. 1964: 142, 150 & 172.

## 外部鏈接
- Shea, Robert. . BobShea.net. 1990  [2022-08-18]. （原始内容存档于2009-05-20）.